# Märta Bucht
Märta Johanna Bucht, född 23 oktober 1882 i Luleå, död 1 november 1962 i Luleå, var en svensk flickskollärare och rösträttsaktivist. Hon var ordförande för Föreningen för kvinnans politiska rösträtt i Luleå från 1908 tills målet om lika rösträtt nåtts och föreningen upplöstes 1920.

## Biografi
Bucht var dotter till kartografen, stadsingenjören och lokalpolitikern Wilhelm Bucht i Luleå. Efter att ha arbetat som guvernant utbildade hon sig till lärarinna i Stockholm, tog examen 1903 vid Privata högre lärarinneseminariet i Stockholm och undervisade sedan vid flickläroverket i Luleå 1907–1948.
Bucht var, som en av tolv i den svenska delegationen, med om att bilda Internationella Kvinnoförbundet för Fred och Frihet i Zürich 1915 och förblev sedan ordförande för Luleåkretsen i 40 år. Hon var även engagerad i bland annat Frisinnade kvinnoklubben i Luleå, Vita Bandet och Norrbottens föreläsningsförbund. Hon hade uppdrag som barnavårdsman och var 1911–1930 ledamot av Luleå stads fullmäktige och folkskolestyrelse.
År 2016 beslutade Luleå kommun att namnge centrala cykelbroar över Lulsundskanalen efter lokala rösträttskvinnor. Märta Bucht är en av dem som hedrats på detta sätt.